# Guido Gianfardoni
Guido Gianfardoni (né le 25 février 1901 à La Spezia en Ligurie et mort le 26 avril 1941) est un joueur (qui évoluait au poste de défenseur) puis entraîneur de football italien.

## Biographie

### Joueur
Durant sa carrière, il évolue pour les clubs du Novare Calcio, de la Juventus, de l'Inter, de l'US Lecce puis de l'Unione Sportiva Cremonese.
Il dispute le premier match de première division de sa carrière le 29 avril 1924 lors d'un Cremonese-Juventus (défaite 1-0).

### Entraîneur
Durant sa carrière de manager, il prend les rênes du Spezia Calcio ainsi que du Ternana Calcio.

## Palmarès

### Joueur
| Juventus - Championnat d'Italie (1) : - Champion : 1925-26. |  | Inter - Championnat d'Italie (1) : - Champion : 1929-30. |

### Entraîneur
Spezia
- Serie C (1) :
  - Vainqueur : 1936.